# Zarifa Aliyeva
Zarifa Aliyeva (Zərifə Əziz qızı Əliyeva en azéri), née le 28 avril 1923 dans le village de Shahtakhty (territoire autonome du Nakhitchevan, URSS) et morte le 15 avril 1985 à Moscou (URSS), est une ophtalmologue soviétique, académicienne de l'Académie des sciences de la RSS d'Azerbaïdjan et professeure.

## Biographie

### Naissance
Fille d'Aziz Aliyev, commissaire du peuple à la santé de la RSS d'Azerbaïdjan, puis première secrétaire du Comité régional du Daghestan du Parti communiste, elle est l'épouse de Heydar Aliyev, qui devint plus tard le troisième président de l'Azerbaïdjan, et la mère du quatrième président de l'Azerbaïdjan, Ilham Aliyev.

### Enseignement
En 1947, elle est diplômée de l'Institut de médecine d'État d'Azerbaïdjan. En 1948, elle suit un cours d'ophtalmologie à l'Institut central de Moscou pour l'amélioration des médecins. Elle termine ses études de troisième cycle en 1953. Elle est ensuite candidate en sciences médicales en 1960 et docteur en sciences médicales en 1977.

### Carrière d’ophtalmologue
Zarifa Aliyeva a passé la majeure partie de sa vie à l'Institut d'État d'Azerbaïdjan pour le développement des médecins, où elle a travaillé pour développer la pratique dans son pays. En outre, elle a développé et introduit plusieurs nouveaux traitements pour les maladies oculaires. 
Ainsi, elle est l'un des premiers médecins au monde à étudier, prévenir et traiter les maladies oculaires liées au trachome, qui était autrefois répandu en Azerbaïdjan, en particulier dans les industries chimique et électronique, ainsi que les problèmes actuels de l'ophtalmologie. 
Elle est l'auteure de 12 monographies, manuels et supports pédagogiques, environ 150 ouvrages scientifiques, une invention et 12 propositions de rationalisation. Zarifa Aliyeva a fait de gros efforts pour former du personnel de santé hautement qualifié.

### Décès
À partir de 1982, elle habite Moscou avec sa famille. Elle est décédée d'un cancer en 1985 : enterrée à Moscou au cimetière de Novodievitchi, ses restes ont été rapportés dans l'Allée d'honneur à Bakou en 1994.